# 전기와 자기에 관한 논문집
《전기와 자기에 관한 논문집》(A Treatise on Electricity and Magnetism)은 1873년 제임스 클러크 맥스웰이 쓴 전자기학에 관한 두 권으로 된 논문집이다. 맥스웰은 1879년에 사망했을 때 두 번째 판을 위해 이 논문집을 수정하고 있었다. 개정판은 1881년 출판에서 William Davidson Niven에 의해 완료되었다. 세 번째 판은 1892년 출판에서 조지프 존 톰슨에 의해 완료되었다.
이 논문집은 많은 아이디어를 담고 있으나 명확한 중점 내용과 질서가 없어서 읽기 어려운 것으로 악명이 높다. 한 과학사학자는 모든 전기적 과학에 대한 포괄적인 논문집이라는 맥스웰의 시도가 "잡다한 현상에 대해 여러 관점에서 논의된 긴 설명"에 의해 그의 작업의 중요한 결과를 묻히는 경향이 있다고 지적했다. 또한, 맥스웰은 패러데이 효과에 대한 처리를 제외한 그의 초기 작업, 특히 전자기파의 생성과 반사와 굴절을 지배하는 법칙의 유도에 대해 설명하는 데 실패했다고 과학사학자는 말했다.
맥스웰은 벡터장의 사용을 도입했는데 그가 도입한 표기는 현재도 계속 사용되고 있다.
A (벡터 전위), B (자기 유도), C (전류), D (변위), E (전기장 – 맥스웰의 기전력 강도), F (기계적 힘), H (자기장 – 맥스웰의 자기력).
맥스웰의 작업은 과학 수사학의 본보기로 간주된다.
라그랑주 방정식은 그린 정리, 가우스의 퍼텐셜 이론, 패러데이의 역선 (line of force)를 포함한 일련의 긴 수사학적 움직임의 정점으로 이 논문집에서 등장한다. 이러한 표현 방식은 독자에게 라그랑주 역학적인 관점을 포괄적인 방식으로 보여준다. 이는 뉴턴 역학적 관점에서 벗어난 확실한 변화이다.

## 내용
서론. 물리량의 측정에 관하여.
PART I. 정전기.
1. 현상에 대한 설명.
2. 전기에 대한 기초 수학 이론.
3. 도체 시스템의 전기적 일 및 에너지.
4. 일반적인 정리.
5. 두 전기적 시스템 간의 역학적 작용.
6. 평형 상태의 점과 선.
7. 등전위면와 흐름선의 형태.
8. 대전의 간단한 사례.
9. 구면 조화 함수.
10. 2계 공초점 표면.
11. 영상법에 대한 이론.
12. 2차원의 켤레 함수.
13. 정전기 측정기.

PART II. 전기 운동학.
1. 전류.
2. 전도 및 저항.
3. 접촉하는 물체 사이의 기전력.
4. 전기분해.
5. 전해 분극.
6. 전류 분포의 수학적 이론.
7. 3차원 전도.
8. 3차원의 저항과 전도도.
9. 이기종 매체를 통한 전도.
10. 유전체의 전도.
11. 도체의 전기 저항 측정.
12. 물질의 전기 저항.

PART III. 자기
1. 자기의 기초 이론.
2. 자기력과 자기유도.
3. 특정 형태의 자석.
4. 유도 자화.
5. 자기 문제.
6. 베버의 자기 유도 이론.
7. 자기 측정.
8. 지구 자기.

파트 IV. 전자기학.
1. 전자기력.
2. 전류의 상호 작용.
3. 전류 유도.
4. 자체 전류 유도.
5. 역학 일반 방정식.
6. 전자기학에 대한 역학의 응용.
7. 전기역학.
8. 2차 회로를 통한 장 탐색.
9. 일반 방정식.
10. 전기 단위의 차원.
11. 에너지와 스트레스.
12. 전류-박판.
13. 병렬 전류.
14. 순환 전류.
15. 전자기 측정기.
16. 전자기 관찰.
17. 유도 계수의 전기적 측정.
18. 전자기 측정의 저항 측정.
19. 전자기 장치와 정전기의 비교.
20. 빛의 전자기 이론.
21. 빛에 대한 자기 작용.
22. 자기의 전기 이론.
23. 원거리 작용 이론.

## 평가

### 리뷰
1873년 4월 24일 《네이처》는 광범위한 설명과 많은 찬사를 담은 출판물을 발표했다. 1881년 두 번째 판본이 출판되었을 때 조지 크리스탈(George Chrystal)은 《네이처》지를 위한 리뷰를 작성했다.
피에르 뒤헴(Pierre Duhem)은 맥스웰의 논문집에서 발견한 실수를 요약한 비판적인 에세이를 발표했다. 더헴의 책은 《네이처》지에서 리뷰되었다.

### 코멘트
헤르만 폰 헬름홀츠 (1881): "전기력과 자기력의 본질에 관한 패러데이의 개념에 대한 수학적 해석이 맥스웰에 의해 주어졌으므로, 우리는 패러데이의 말 뒤에 얼마나 큰 정도의 정확성과 정밀도가 실제로 숨겨져 있는지 알 수 있었다. 최고의 수학적 분석력을 필요로 하는 기계적 연역이 요구되는 수많은 일반 이론들이 어떠한 수학적 공식의 도움도 없이 본능의 안전과 함께 일종의 직관에 의해 발견된 것을 보는 것은 가장 놀라운 일이다."
올리버 헤비사이드 (1893): ”맥스웰의 이론은 무엇일까? 이 질문에 대한 첫번째 대답은 다음과 같다. 맥스웰이 쓴 책이 있다. 그의 문장이 있고 그의 방정식이 있다. 그것들이 함께 그의 이론을 만든다. 그러나 자세히 살펴보면 이 대답이 만족스럽지 못함을 알 수 있다. 우선, 맥스웰의 논문집이 처음 출판된 후 처음 12년 동안 쓰여진 물리학자들의 논문을 참조하여 그의 이론이 무엇인지에 대해 많은 의견 차이가 있을 수 있음을 확인하는 것으로 충분히 알 수 있다. 이 이론은 다른 사람들에 의해 다르게 해석될 수 있고, 또 그렇게 해석되어 왔으며, 완전히 명확하고 틀림없는 형태로 제시되지 않았음을 나타낸다. 이 이론에는 모호한 부분도 많고 모순되는 부분도 많다. 내 자신에 대해 말하자면, 나는 그것을 명확하게 볼 수 있었고 불일치를 피하기 위해 표현 형식을 변경해야만 했다. 이제 과학의 성장에는 끝이 없다. 따라서 맥스웰이 세상에 내놓은 이론의 불친절한 표현때문에 이 이론에 엄격히 매달리는 것은 불가능하다.
알렉산더 맥팔레인 (Alexander Macfarlane) (1902): "이 작업은 최근 몇 년 동안 이루어진 많은 발전의 출발점이 되었다. 맥스웰은 헤르츠, 마르코니 및 기타 무선 전신 분야 노동자의 과학적 조상이다.
올리버 로지 (1907) "그 후 맥스웰이 날카로운 침투력과 뛰어난 사고력, 수학적 미묘함, 표현력과 결합하여 등장한다. 그는 과학적 사실들을 동화시키고, 패러데이가 발명한 철학적이지만 정립되지 않은 표현의 형태와 합성하고, 그린과 스토크스, 톰슨의 정리부터 패러데이의 성과까지 연결하여, 이러한 통합으로부터 전기에 관한 젊은 현대 과학을 키웠다. . ."
E. T. 휘태커 (E. T. Whitaker) (1910): "이 유명한 작품에서 전기 및 자기 이론의 거의 모든 분야를 포함하였지만 작가의 의도는 단일 관점, 즉 패러데이의 관점에서 이론의 전체를 논의하고자 하였기 때문에, 지난 20년 동안 독일의 위대한 전기 기술자들이 제시한 가설에 대한 설명은 아주 약간 있거나 아예 없었다. . . 맥스웰 특유의 교리는 ... 1권이나 2권 전반부에 소개되지 않았다."
알베르트 아인슈타인 (1931): "맥스웰 이전에 사람들은 물리적 현실을 물질적 점으로 생각했다. 물리적 현실은 자연에서 일어나는 사건을 전미분 방정식으로 표현되는 운동 중심의 물질적 관점에서 표현해야 한다고 믿었다. 맥스웰 이후에, 사람들은 물리적 현실을 편미분 방정식이 적용되는, 역학적으로 설명할 수 없는 연속장으로 표현된다고 생각했다. 실재에 대한 개념의 변화는 뉴턴 이후 물리학에 나타난 가장 심오하고 유익한 변화이다. 그러나 동시에 이러한 변화에 대한 과정이 아직 완전히 수행되지 않았다는 것을 인정받는다."
리처드 파인만 (1964): "인류의 역사를 장기적으로 보면, 예를 들어 지금으로부터 10,000년 후로 볼 때 19세기의 가장 중요한 사건이 맥스웰의 전기역학의 법칙 발견으로 평가될 것이라는 데는 의심의 여지가 없다. 미국 남북 전쟁은 같은 10년 동안 일어난 맥스웰의 중요한 과학적 사건과 비교할 때 변방의 무의미한 사건으로 변할 것이다."
L. 피어스 윌리엄스 (1991): "1873년에 제임스 클러크 맥스웰은 물리적 현실에 대한 정통적인 그림을 바꿀 운명인 《전기와 자기에 관한 두 권으로 된 복잡하고 어려운 논문집》을 출판했다. '이 논문집'은 뉴턴이 《프린키피아》에 의하여 고전 역학에 대해 한 일을, 전자기학에 하였다. 그 논문집은 전자기 이론 전체의 조사와 표현을 위한 수학적 도구를 제공했을 뿐만 아니라 이론 물리학과 실험 물리학의 틀 자체를 바꾸었다. 이 과정은 19세기 내내 계속되었지만 마침내 원거리 작용의 물리학을 장의 물리학으로 대체한 것은 이 작업 덕분이었다."
마크 실버맨 (Mark P. Silverman)(1998) "나는 그 원리들에 대하여 스스로, 여기서는 나의 영감과 교과서의 역할을 하는 맥스웰의 '논문집'으로 연구하였다. 이것은 내가 다른 사람들에게 반드시 추천하고 싶은 경험이 아니다. 그의 전설적인 친절함에도 불구하고 맥스웰은 까다로운 교사이며 그의 대작품은 결코 장식용 책 (coffee table book)이 아니다. . . 동시에, 훨씬 나중에 깨달았지만 그 경험은 오늘날 어느 곳에서도 거의 가르치지 않는 창조자의 독특한 물리적 통찰력을 반영하는 전자기학의 어떤 측면을 이해하게 되었다는 점에서 큰 보람을 느꼈다.:202
앤드류 워윅 (Andrew Warwick)(2003): " 맥스웰은 이 '논문집'에서 전기와 자기에 대한 수학적 이론을 발전시키는 과정에서 많은 오류를 범했으며, 기본적인 전자기 이론의 물리적 개념과 일부 문제를 해결하기 위한 특정 기술에 대한 이해가 미약한 학생들에게는, 맥스웰이 오류를 범한 경우와 단순히 물리적 또는 수학적 추론을 따르지 않은 경우를 구별하는 것이 매우 어려웠다."

## 같이 보기
- 〈물리적 역선에 대하여〉
- 〈전자기장에 대한 역학 이론〉
- 《전기역학 개론》
- 《고전 전기역학》
- 출판 논문 (treatise)